# NATURALLY (藤井尚之のアルバム)
『NATURALLY』（ナチュラリー）は、1987年10月21日にポニーキャニオンから発売された、発売当時チェッカーズのメンバーであった藤井尚之の1枚目のオリジナル・アルバム。アルバム表題曲を含む収録曲2曲が同名シングルとして同日発売された。本項ではアルバムと共にシングルについても記述する。

## 解説
チェッカーズのメンバーで最初にソロ・デビューした。
後藤次利を共同音楽プロデューサーに迎え、山木秀夫・土方隆行などスタジオ・ミュージシャンが多数参加。作詞は全曲を松本隆が書き下ろした。藤井と後藤は本作の発売から18年後の2005年に音楽ユニット「Non Chords」を結成している。
収録曲の「BARINBASS」はシングルとアルバムそれぞれのヴァージョンで収録。

## タイアップ
表題曲「NATURALLY」は、西村知美が出演したライオンの洗顔料「ページワン」のCMソング。

## ミュージック・ビデオ
表題曲「NATURALLY」のミュージック・ビデオは全編モノクロを基調としており、人々が遊ぶ夏場の海岸に全身冬の装いの藤井がサックスを吹きながら現れ、砂浜を歩く。曲の終盤にはサックスを吹きながら海に入っていき、次第に姿が見えなくなったところで曲が終わり、モノクロの画面がカラーに切り替わる内容である。

## チャート成績
オリコンチャートでアルバムは最高1位、シングルは2位を記録した。

## アルバム収録曲
全作詞：松本隆（M-4除く）／全作曲：藤井尚之（M-4のみ藤井尚之・後藤次利）／全編曲：後藤次利・藤井尚之
1. NATURALLY
2. ガラスのレプリカーナ
3. ジェシーの夏
4. BARINBASS（LP VERSION）（Instrumental）
5. 白い蝶
6. 荒野のウルフ
7. Cowboy
8. Rock Star
9. 水晶のブリッジ
10. Dancing Rain
11. WALTZ
12. South of Border

## シングル収録曲
作詞：松本隆（M-1）／全作曲：藤井尚之（M-2のみ藤井尚之・後藤次利）／全編曲：後藤次利・藤井尚之
1. NATURALLY
2. BARINBASS（Instrumental）

## 参加ミュージシャン
藤井尚之：アルト・サクソフォーン、テナー・サクソフォーン、バリトン・サクソフォーン、ソプラノ・サクソフォーン、フルート
後藤次利：ベース、キーボード
山木秀夫：ドラムス
土方隆行・大村憲司：ギター
国吉良一・小林武史：キーボード
藤井丈司：シンセサイザー・プログラミング
数原晋：フリューゲルホルン
桑名晴子・坪倉唯子：コーラス